# 本村亮輔
本村 亮輔（もとむら りょうすけ、1996年12月26日 - ）は、日本のバスケットボール指導者である。元男子バスケットボール選手で、現役時代のポジションはシューティングガード。現役引退時の所属は熊本ヴォルターズ。プレイヤーデベロップメントコーチ兼ユースアドバイザーとして熊本ヴォルターズに在籍。佐賀県佐賀市出身。

## 来歴
2012年4月に佐賀市立城西中学校より土浦日本大学高等学校に進学。
3年次に同校男子バスケ部主将を務め、U-18日本代表に選出。
2014年長崎国体にて茨城代表(松脇圭志、平岩玄、杉本天昇)として出場し、ノンシードから勝ち上がり決勝まで進出した。第1シードから勝ち上がってきた福岡代表(津山尚大、牧隼利、増田啓介)に決勝こそ敗れはしたものの、大会得点王のタイトルを手にしている。
2015年4月に土浦日本大学高等学校より日本大学に進む。日大バスケットボール部4年次にはインカレ3位に輝いている。
4年次在学中の2019年2月、地元九州にある熊本ヴォルターズに特別指定選手として入団。契約時のエピソードとして、自らヴォルターズの門を叩き、直接入団希望を願い出て契約に至っている。
レギュラーシーズン13回出場、総プレイタイム97.21分（平均7.29分）、3.5PPG。
2019年6月4日、熊本ヴォルターズとプロ選手契約に合意。
2019年7月8日、トレーニング中に負傷し、一時離脱が発表される。
2020年1月29日、第20節ライジングゼファーフクオカとの試合中に負傷。
レギュラーシーズン43回出場（うちスターティング7回）、総プレイタイム756.34分（平均17.35分）、5.7PPG。
2020年5月13日、熊本と選手契約継続。
レギュラーシーズン55回出場（うちスターティング22回）、総プレイタイム1047.36分（平均19.02分）、6.0PPG。
2021年5月21日、熊本と選手契約継続。
11月21日、第8節福島ファイヤーボンズ戦において負傷。
レギュラーシーズン48回出場（うちスターティング19回）、総プレイタイム829.06分（平均17.16分）、4.4PPG。
2022年6月14日、熊本と選手契約継続。
9月10日、ライジングゼファーフクオカとのプレシーズンマッチ後にゲームキャプテン就任が発表された。
11月13日、第7節バンビシャス奈良戦において負傷。
2023年2月4日、第20節西宮ストークス戦において負傷。
シーズン最終戦となる第32節香川ファイブアローズ戦でも負傷するなど、文字通り体を張ったプレイで活躍した。
レギュラーシーズン52回出場（うちスターティング13回）、総プレイタイム995.45分（平均19.08分）、5.4PPG。
2023年6月13日、熊本と選手契約継続。継続に際し、「あとはB1に上がるだけ。今までお世話になった熊本の方達とB1に上がりたい」とコメントを発表した。
10月14日、福島ファイヤーボンズとの対戦中に転倒。脳震盪と診断され、11月6日インジュアリーリストに登録される。2024年1月18日にリストより抹消。1月20日の第17節神戸ストークス戦より復帰するが、第19節滋賀レイクス戦・第20節ベルテックス静岡戦は欠場した。次の第21節ライジングゼファーフクオカ戦には出場するが、第22節以降はふたたび欠場し、そのままシーズンを終えた。総出場は9試合にとどまる。プレーオフには出場できなかった。
2024年6月1日、熊本と選手契約を継続。「個人としてもチームとしても覚悟をもって戦います」と表明した。9月15日、チームキャプテンに就任。11月1日の第7節神戸ストークス戦Game2で受傷し、翌第8節を欠場した。第9節からは復帰するが、12月29日の第15節パスラボ山形ワイヴァンズ戦Game2でふたたび受傷・途中欠場すると、以降は試合に出られないまま25回出場（うちスターター17回）でシーズンを終え、プレーオフにも復帰できなかった。
2025年5月20日、引退を発表。
6月8日、熊本にプレイヤーデベロップメントコーチ兼ユースアドバイザーとして就任することが発表された。

## 経歴
- 佐賀市立城西中学校 - 土浦日本大学高等学校 - 日本大学 - 熊本ヴォルターズ（2019 - 2025年）

## 特徴
- 学生時代はオフェンスを中心に活躍したが、プロ入りに際して意識的に強化したと本人が語るよう、体を張ったディフェンスを展開することが多い。そのせいか、シーズン中たびたび負傷・欠場に見舞われている。[要出典]
- 本来のポジションはSGだが、2019-2020シーズンの一時期PGをつとめたことがある。後にインタビューで「大変だったが、得るものも多かった」と語っている。[要出典]
- オフェンスでは、相手の裏をかくトリッキーなドライブが目立っていたが、2021-22シーズン終盤からは正面から切り込んでいくアタックに加え、スリーポイントシュートも目立つようになった。特に、同シーズンのプレーオフ・セミファイナルでは、負傷した木田貴明に代わりポイントゲッターとしてチームを牽引した。2022-23シーズンに際してはシュートフォームを意識的に改良し、スリーポイントシュートの精度向上に努めている。[要出典]

- 2020-2021シーズン、佐々木隆成・木田とともに「魔界トリオ」として関連グッズが商品化された[26]。

## 記録
| シーズン     | チーム     | GP | GS | MPG  | FG%  | 3P%  | FT%  | RPG | APG | SPG | BPG | TO  | PPG |
| ------------ | ---------- | -- | -- | ---- | ---- | ---- | ---- | --- | --- | --- | --- | --- | --- |
| B2 2018-19   | 熊本(特指) | 17 | 0  | 7.3  | .373 | .217 | .667 | 1.4 | 0.7 |     |     |     | 3.5 |
| B2 2018-19PO | 熊本(特指) | 5  | 0  | 14.4 | .444 | .375 | .667 | 1.4 | 0.6 |     |     |     | 4.2 |
| B2 2019-20   | 熊本       | 43 | 7  | 17.4 | .395 | .309 | .723 | 1.3 | 2.0 |     |     |     | 5.7 |
| B2 2020-21   | 熊本       | 55 | 22 | 19.0 | .449 | .247 | .659 | 1.8 | 1.2 | 0.4 | 0.0 | 1.2 | 6.0 |
| B2 2021-22   | 熊本       | 48 | 19 | 17.2 | .483 | .231 | .577 | 1.3 | 0.8 | 0.7 | 0.0 | 0.8 | 4.4 |
| B2 2021-22PO | 熊本       | 4  | 0  | 18.2 | .364 | .313 | .500 | 2.0 | 0.5 | 0.3 | 0.0 | 0.0 | 5.0 |
| B2 2022-23   | 熊本       | 52 | 13 | 19.1 | .422 | .373 | .731 | 2.6 | 1.5 | 0.6 | 0.0 | 1.1 | 5.4 |
| B2 2022-23PO | 熊本       | 2  | 0  | 11.4 | .250 | .000 | .000 | 1.0 | 0.5 | 0.0 | 0.0 | 1.5 | 1.0 |
| B2 2023-24   | 熊本       | 9  | 5  | 15.3 | .444 | .308 | .800 | 1.2 | 1.0 | 0.6 | 0.1 | 1.2 | 3.6 |
| B2 2023-24PO | 熊本       | -  | -  | -    | -    | -    | -    | -   | -   | -   | -   | -   | -   |
| B2 2024-25   | 熊本       | 25 | 17 | 19.1 | .420 | .444 | .875 | 2.1 | 2.0 | 0.6 | 0.0 | 1.0 | 4.6 |
| B2 2024-25PO | 熊本       | -  | -  | -    | -    | -    | -    | -   | -   | -   | -   | -   | -   |